# La Walck

La Walck este o comună în departamentul Bas-Rhin, Franța. În 1 ianuarie 2018 avea o populație de 1.042 de locuitori.